# Scelio notabilis
Scelio notabilis är en stekelart som beskrevs av Alan Parkhurst Dodd 1927. Scelio notabilis ingår i släktet Scelio och familjen Scelionidae. Inga underarter finns listade i Catalogue of Life.